# Turdus Solitarius
Turdus Solitarius – historyczny gwiazdozbiór leżący pomiędzy obecnymi konstelacjami Hydry i Wagi. Gwiazdozbiór został utworzony przez Pierre’a Lemonniera w roku 1776 z gwiazd położonych nad „ogonem” Hydry. Lemonnier chciał, aby gwiazdozbiór reprezentował dronta samotnego (Pezophaps solitaria) z Rodrigues, gdyż te ptaki próbował odnaleźć na tej wyspie jego rodak, astronom Alexandre Guy Pingré, przy okazji obserwacji tranzytu Wenus w 1761 roku. Lemonnier nakreślił jednak sylwetkę innego ptaka, podobnego do samicy modraka (Monticola solitarius), dawniej klasyfikowanego w rodzinie drozdowatych (Turdidae). Z opisu wynika, że astronom nie zdawał sobie sprawy, że są to zupełnie różne ptaki. Łacińską formę nazwy wprowadził Johann Elert Bode w 1801 r., gwiazdozbiór został pierwotnie opisany po francusku jako Constellation du Solitaire.
Gwiazdozbiór nie przyjął się szeroko, choć inni astronomowie również widzieli w tej grupie gwiazd sylwetkę ptaka. W 1807 roku Thomas Young narysował w tym miejscu w swoim atlasie przedrzeźniacza (ang. Mockingbird), a w 1822 r. Alexander Jamieson zilustrował go jako Sowę (łac. Noctua). Sowa miała głowę i ogon zamienione w stosunku do poprzednio rysowanych w tym miejscu ptaków.